# کلیپیر
کلیپیر (به فرانسوی: Klépierre) شرکت سرمایه‌گذاری املاک فرانسوی است، که در سال ۱۹۹۰ به‌عنوان یک شرکت املاک تجاری تأسیس شد. این شرکت در طول سال‌های فعالیت خود، توسعه یافته و امروزه در زمینه مدیریت و دارایی مراکز خرید در کشورهای فرانسه، اسپانیا، ایتالیا و چندین کشور اروپایی دیگر فعالیت می‌نماید.
ب ان پ پاریبا با در اختیار داشتن ۵۰ درصد از سهام شرکت کلیپیر، بزرگترین سهام‌دار آن به‌شمار می‌آید. دفتر مرکزی این شرکت در شهر پاریس قرار دارد و بخشی از سهام آن در بازار بورس یورونکست دادوستد می‌شود.